# Philogaeus campestratus
Philogaeus campestratus là một loài nhện trong họ Thomisidae.
Loài này thuộc chi Philogaeus. Philogaeus campestratus được Eugène Simon miêu tả năm 1895.